# Lorenzo Bertini
Lorenzo Bertini (Pontedera, 1 de junio de 1976) es un deportista italiano que compitió en remo.
Participó en los Juegos Olímpicos de Atenas 2004, obteniendo una medalla de bronce en la prueba de cuatro sin timonel ligero.
Ganó once medallas en el Campeonato Mundial de Remo entre los años 1995 y 2011, y tres medallas en el Campeonato Europeo de Remo entre los años 2008 y 2011.

## Palmarés internacional
| Juegos Olímpicos   | Juegos Olímpicos          | Juegos Olímpicos  | Juegos Olímpicos          |
| Año                | Lugar                     | Medalla           | Prueba                    |
| ------------------ | ------------------------- | ----------------- | ------------------------- |
| 2004               | Atenas (Grecia)           | Medalla de bronce | Cuatro sin timonel ligero |
| Campeonato Mundial |                           |                   |                           |
| Año                | Lugar                     | Medalla           | Prueba                    |
| 1995               | Tampere (Finlandia)       | Medalla de bronce | Cuatro scull ligero       |
| 1996               | Motherwell (Reino Unido)  | Medalla de oro    | Cuatro scull ligero       |
| 1998               | Colonia (Alemania)        | Medalla de oro    | Cuatro scull ligero       |
| 1999               | St. Catharines (Canadá)   | Medalla de bronce | Ocho con timonel ligero   |
| 2002               | Sevilla (España)          | Medalla de plata  | Cuatro sin timonel ligero |
| 2003               | Milán (Italia)            | Medalla de bronce | Cuatro sin timonel ligero |
| 2005               | Kaizu (Japón)             | Medalla de bronce | Cuatro sin timonel ligero |
| 2007               | Múnich (Alemania)         | Medalla de plata  | Scull individual ligero   |
| 2009               | Poznań (Polonia)          | Medalla de oro    | Cuatro scull ligero       |
| 2010               | Cambridge (Nueva Zelanda) | Medalla de plata  | Doble scull ligero        |
| 2011               | Bled (Eslovenia)          | Medalla de bronce | Doble scull ligero        |
| Campeonato Europeo |                           |                   |                           |
| Año                | Lugar                     | Medalla           | Prueba                    |
| 2008               | Maratón (Grecia)          | Medalla de plata  | Doble scull ligero        |
| 2009               | Brest (Bielorrusia)       | Medalla de plata  | Doble scull ligero        |
| 2011               | Plovdiv (Bulgaria)        | Medalla de oro    | Doble scull ligero        |